# 科溫—萊因斯微中子實驗

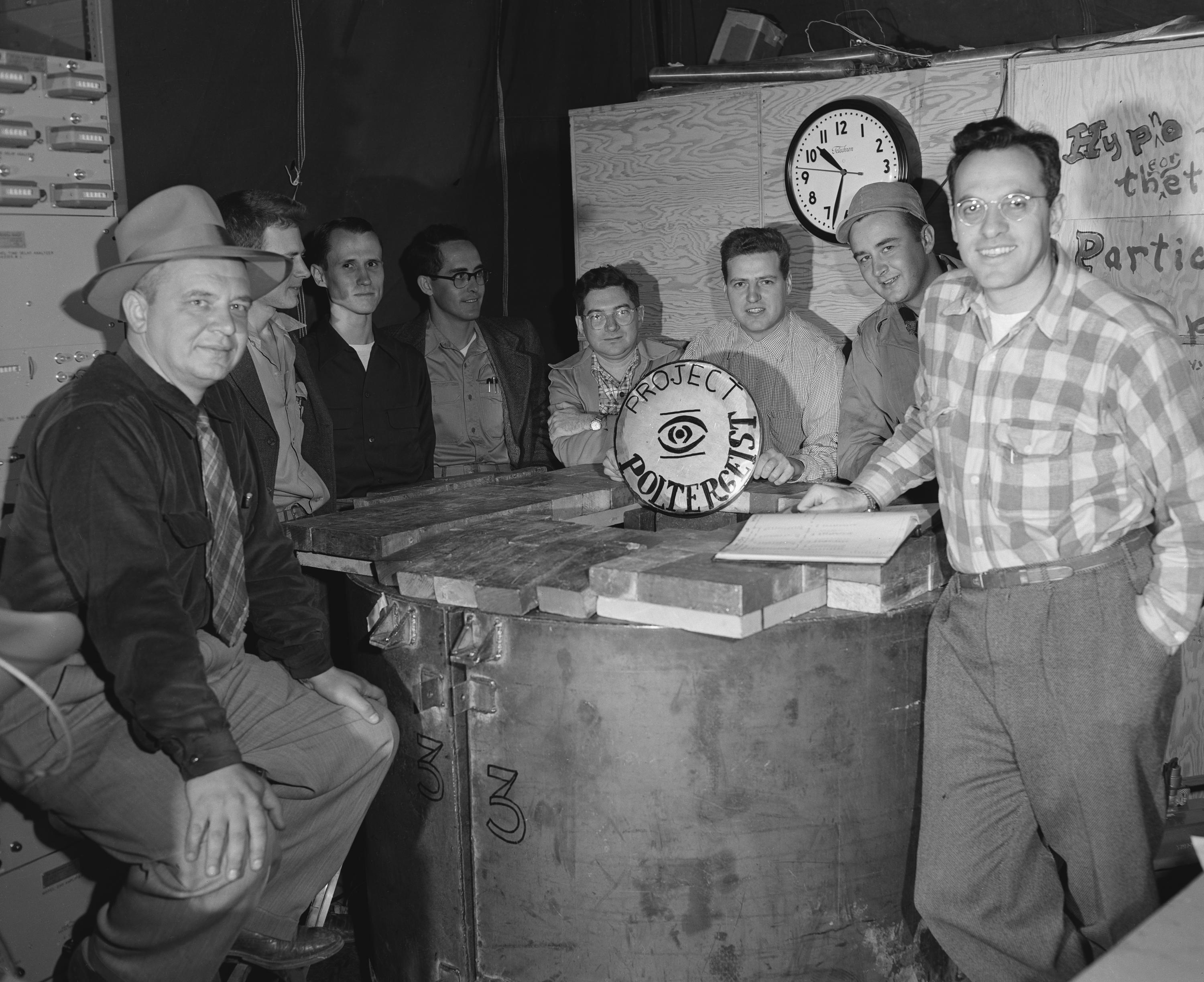
弗雷德里克·萊因斯（右一）與克萊德·科溫（左一）及「騷靈計畫」的其他成員。

科溫—萊因斯微中子實驗（英語：Cowan–Reines neutrino experiment）是物理學家克萊德·科溫與弗雷德里克·萊因斯於1956年進行的實驗，此實驗證實了微中子的存在。微中子是一種電荷中性、質量極小的次原子粒子，於1930年代被推測為β衰變過程中的基本粒子之一。這樣一種電荷為零、質量也幾乎為零的粒子，似乎不可能被偵測到。科溫—萊因斯微中子實驗使用由巨大水缸構成的偵測器，感測由鄰近核反應爐湧出的大量反電子微中子（當時仍為一種假設粒子），成功觀察到微中子與水中質子之間的反應，首次驗證了微中子的存在及其基本性質。

## 實驗背景
在1910至1920年代期間，若干實驗觀測了原子核在β衰變過程中產生的電子，發現這些電子的能量呈連續分布。假如衰變過程中僅有原子核與電子參與，電子的能量分布應呈現單一窄峰，而不是連續的能量光譜。實驗僅對衰變產生的電子進行了觀測，因此電子能量連續分布的其中一種解釋是，能量守恆實際上並不成立。此一令人困惑的情況，加上一些其他因素，促使了沃夫岡．包立於1930年提出微中子存在的假說，嘗試解釋這個現象。假如能量守恆的基本物理原則仍然成立，那麼貝塔衰變應是三體衰變而非二體衰變。因此包立提出，原子核在貝塔衰變過程中，除了電子之外，還會釋放出另外一種粒子，這種稱為微中子的粒子具有非常微小的質量與零電荷。儘管尚未獲得實驗證實，包立認為正是微中子帶走了衰變過程中「消失」的能量。
恩里科·费米於1933年將包立的假設發展成貝塔衰變的理論。理論指出，貝塔衰變是由四個费米子的直接交互作用所組成。在交互作用過程中，一個中子直接衰變成一個电子、一個質子及一個推測存在的微中子（後來得知是一個反微中子）。這項後來相當成功的理論，是建立在假設性微中子存在的基礎之上。費米最初將他所提出的「初步的」貝塔衰變理論投稿至「自然」期刊，遭到了期刊的拒絕，原因是「該理論包含了與現實相距過遠的猜測，無法引起讀者的興趣。」
微中子假說與費米的理論面臨一個問題：由於微中子與其他物質的交互作用非常小，以至於似乎不可能觀測。在一份1934年的論文中，魯道夫·佩爾斯與汉斯·贝特計算得出微中子能夠輕易穿透地球，而不與任何物質產生交互作用。

## 實驗觀測的可行性
在逆貝塔衰變中，一個預測存在的微中子（準確來說是一個反電子微中子） ({\displaystyle {\bar {\nu }}_{e}})會與一個質子 (
p
) 發生反應，產生一個中子 (
n
) 與一個正電子 ({\displaystyle e^{+}})：
{\displaystyle {\bar {\nu }}_{e}+p\to n+e^{+}}
這個反應發生的機率很小。一個反應發生的機率與其散射截面成正比，而根據科溫與萊因斯的預測，此反應的散射截面約為6×10−44 cm2。核子物理的常用單位是靶恩（barn），相當於1×10−24 cm2，比這個反應的散射截面大了20個數量級。
雖然反應的機率很低，不過它所具有的獨特特徵，使得這個罕見的反應有機會被偵測到。反應產生的正電子（电子的反物质）將迅速與附近的电子發生反應而互相湮灭，兩道同時產生的伽马射线 (
γ
) 可被偵測。中子則可使用合適的原子核進行捕捉，而放出第三道伽瑪射線。正電子湮滅事件與中子捕捉事件的同時性，是反微中子反應獨一無二的特徵。
水分子由一個氧原子與兩個氫原子組成，而水中大部分的氫原子核僅由一個質子所構成。這些質子可以作為反微中子的反應標靶，因此只需使用簡單的水，就可以作為反應的主要偵測物質。水中的氫原子受到的束縛力很小，因此在微中子反應中，它們可被視為自由質子。微中子與具有多個質子、中子的重核之間發生的反應，則較為複雜，因為這些質子與核之間有強大的束縛力。

## 實驗設置

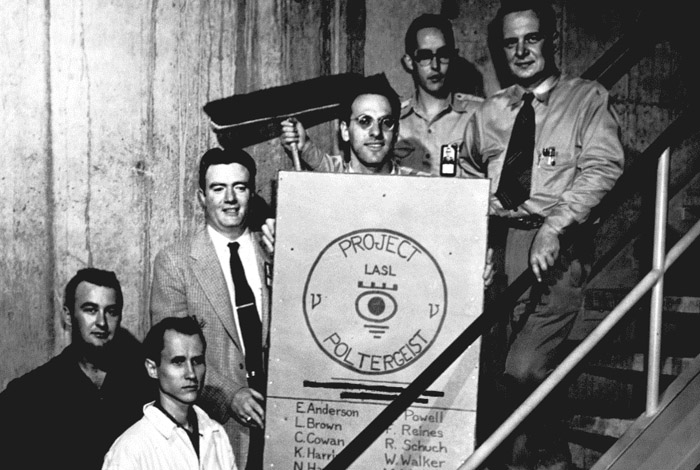
「騷靈計畫」微中子偵測研究團隊的團體照。弗烈德里克．萊因斯拿著海報；克萊德．科溫在最右邊。洛斯阿拉莫斯實驗室，1953年。

由於單一微中子與質子發生反應的機會非常微小，因此只有透過使用巨大的微中子流進行實驗，才有可能觀察到微中子。實驗計畫自1951年開始進行，當時科溫與萊因斯兩人仍在新墨西哥州的洛斯阿拉莫斯擔任研究人員。起初科溫與萊因斯認為，當時正在進行的核武器測試可以提供實驗所需的微中子流。他們提議使用原子彈作為微中子的來源，獲得了實驗室主管诺里斯·布拉德伯里的許可。他們計畫引爆一顆「20千噸的核彈，規模相當於投擲在日本廣島的原子彈」，並在爆炸瞬間將偵測器投放到距爆炸點40公尺的一個坑洞裡，以便「捕捉到最大的微中子通量」。此一計畫的偵測器被稱為「El Monstro」。他們最終採納了洛斯阿拉莫斯實驗室物理組長J.M.B.克勒格的建議，改用一具核反應爐作為微中子的來源。反應爐的微中子通量高達5×1013個微中子每平方公分每秒，遠超過任何其他輻射源所能提供的強度。偵測器由兩大缸水所構成，水中的質子提供了大量的潛在反應標靶。
當微中子在罕見情況下與水中的質子發生反應時，反應會生成中子與正電子。正電子湮滅所產生的兩道伽瑪射線，可以透過夾在水缸兩側的液態閃爍體來偵測。閃爍體受到伽瑪射線的激發而發出閃光，這些閃光可以再透過光電倍增管偵測到。
除此之外，若能偵測到微中子實驗產生的中子，則能夠為實驗結果提供再次的驗證。科溫與萊因斯透過在水缸中溶進氯化鎘（CdCl2）來偵測中子。镉是高效的中子吸收劑，當它吸收中子時，會放出伽瑪射線。

n
 + 108
Cd
 → 109m
Cd
 → 109
Cd
 + 
γ

根據實驗的設計，在微中子反應事件發生後，正子湮滅所產生的兩道伽瑪射線將被偵測到；在幾微秒後，來自鎘吸收中子所放出的伽瑪射線，也將被偵測到。
科溫與萊因斯設計的實驗，使用了兩缸共約200公升的水，並使用了約40公斤的氯化鎘作為溶質。兩個水缸被夾在三層閃爍體之間，閃爍體層使用了110支五吋（127 mm）的光電倍增管。

## 實驗結果

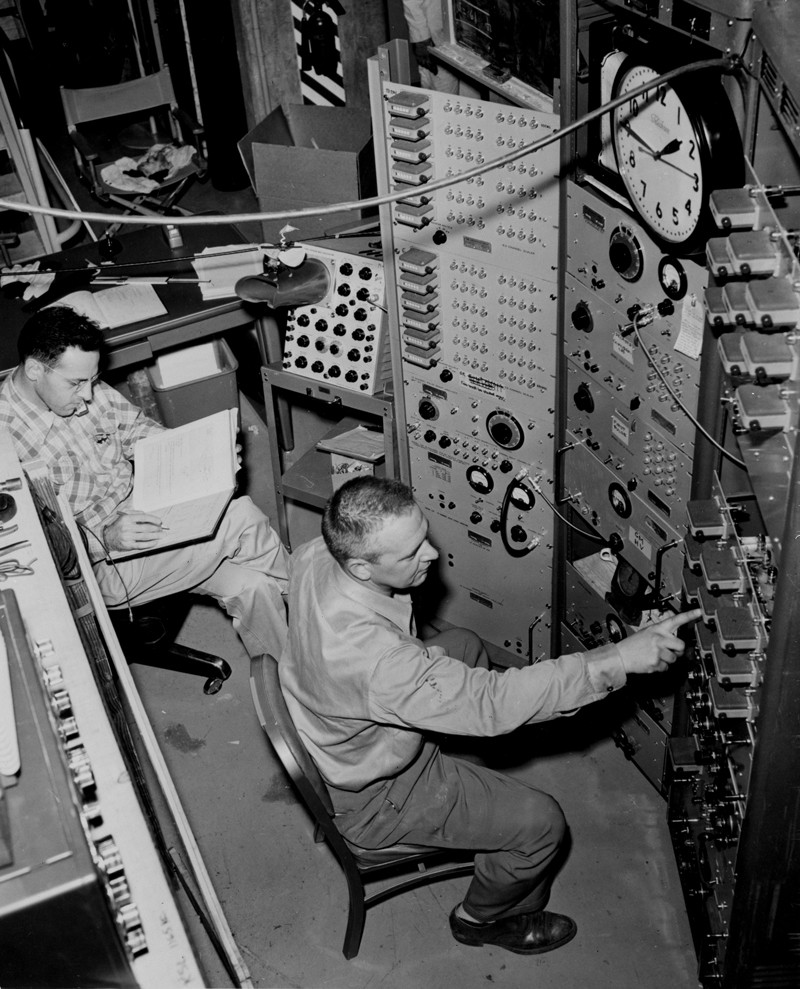
弗烈德里克．萊因斯（左）與克萊德．科溫，拍攝於沙瓦納溪實驗的控制站。攝於1956年。

科溫與萊因斯在1953年建造了一台偵測器，並將其暱稱為「Herr Auge」，即德文的「眼睛先生」。他們將尋找微中子的計畫取名為「騷靈計畫」，是因為「微中子如鬼魅般難以捉摸的性質」。一個初步的實驗於1953年在华盛顿州漢福德區進行。1955年末，實驗移至南卡羅來納州艾肯市附近的薩凡納河實驗室，該實驗室能更好地屏蔽宇宙射線。屏蔽點在地下12公尺處，與反應器相距11公尺。
在蒐集了數個月的數據之後，資料顯示偵測器中每小時約發生三次微中子反應。為了完全確定他們所觀察到的，確實是前述偵測方法所描述的微中子反應，科溫與萊因斯關閉反應爐，證實了偵測到的反應頻率也隨之下降。
科溫與萊因斯根據理論，預測微中子反應的散射截面約為6×10−44 cm2，實際測量值則是6.3×10−44 cm2。實驗結果發表於1956年7月20日的「科學」期刊上。

## 實驗影響
克萊德．科溫於1974年過世，享年54歲。弗雷德里克·莱因斯於1995年獲得诺贝尔奖，以表彰其對於微中子物理学的研究成果。
在後續多項研究微中子的實驗中，使用大型偵測器的實驗方法一再被應用，其中有許多偵測器也是以水為基底。相關的實驗室與實驗計畫包括爾灣-密西根-布魯克海文偵測器、超級神岡探測器、薩德伯里微中子觀測站與霍姆斯特克實驗。霍姆斯特克實驗是一個較為近期的實驗計畫，偵測源自太陽中心核融合反應的微中子。多個微中子探測站在1987年偵測到了超新星SN 1987A的微中子噴發，微中子天文学因而誕生。根據對太陽微中子的觀測，薩德伯里微中子探測站提出了微中子振盪現象的實驗證明。微中子振盪現象證實了微中子具有質量，這是粒子物理學的一個重大進展。

## 外部連結
- Cowan and Reines Neutrino Experiment
- Decay of the Neutron
- Beta Decay
- Electron Neutrinos and Antineutrinos
- Cowan & Reines Experiments: Poltergeist, Hanford, Savannah River
- The Neutrino with Dr. Clyde L. Cowan (Lecture on Nobel Prize winning experiment)